# Lavra
Lavra (görögül: Λάυρα) a legnagyobb, legjelentősebb ortodox férfi kolostorok elnevezése. A Lavrák közvetlenül a pátriárkák felügyelete alá tartoznak. Kivételt 1721 és 1917 között az oroszországi lavrák képezték, amelyek fennhatóságát ekkor a Szent szinódus gyakorolta.

## Lavrák egyes országokban

### Oroszország
- Troice-Szergijeva Lavra (1744-től, Szergijev Poszad)
- Alekszandro-Nyevszkaja Lavra (1797-től, Szentpétervár)

### Ukrajna
- Pecserszka Lavra (1598-tól, Kijev)
- Pocsajivszka Uszpenszka Lavra (1833-tól, Pocsajiv)
- Szvjato-Uszpenszka Szvjatohirszka Lavra (2005-től, Szvjatohirszk)
- Sztudita rend Szent Elszenderülése Unyivi kolostora (Unyiv)

### Görögország
- Nagy Lavra (969-től, Athosz-hegy)

### Grúzia
- Geredzsai Dávid-kolostor (Kahéti tartomány)